# 大卫·莱特曼
大卫·邁克爾·莱特曼（英語：David Michael Letterman，1947年4月12日—），生於美國印第安纳州印第安纳波利斯，是一位美国脱口秀主持人、喜剧演员、电视节目制作人。莱特曼的充满讽刺意味的荒诞主义喜剧受到了喜剧演员如强尼·卡森等的强烈影响。

## 生平
莱特曼的父亲哈里·乔易·莱特曼(Harry Joe Letterman)是一个花匠，逝世于1974年。他的母亲多萝西(Dorothy)是一个教会秘书，也是他的脱口秀的定期出场人物。他有一个姐姐贾尼斯(Janice)和一个妹妹格雷琴(Gretchen)。莱特曼毕业于Broad Ripple中学和鲍尔州立大学(Ball State University)，并于1969年获得传媒学士学位。在鲍尔他曾是西格瑪志互助会成员。同样是在鲍尔，莱特曼在学生电台“WAGO-AM 570”开始了他的广播生涯。

## 职业生涯

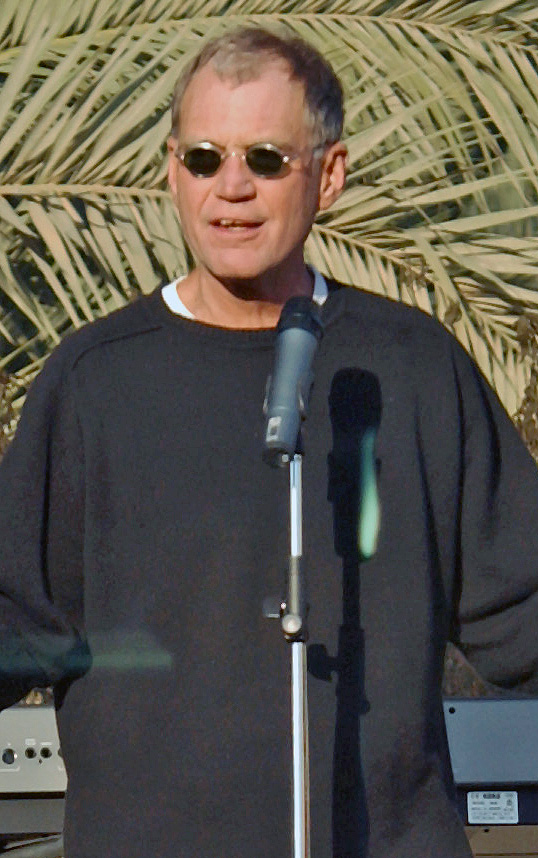
大卫·莱特曼

莱特曼开始时是作为广播脱口秀主持人和电视主播及天气播报员为后来的印第安纳波利斯WTHR工作的，并且以其不可预知的播报行为包括在气象图上擦掉各州边界线以及预测冰雹颗粒大小如火腿罐头等而得到了认知。据说有天晚上他因为祝贺一个热带风暴升级到了飓风而激怒了老板们。
1975年，怀揣着成为喜剧作家的希望莱特曼移居到了加利福尼亚并开始了情景喜剧素材如「好时光」(Good Times)的写作，他也同时开始在一个为年轻喜剧演员提供舞台的喜剧俱乐部喜剧商店(Comedy Store)表演现场喜剧(Stand Up Comedy)。
莱特曼曾有一个配额作为玛丽·泰勒·摩尔(Mary Tyler Moore)的杂耍秀玛丽的一员，作为嘉宾出席"摩克和明迪"(Mork & Mindy)，并出现在游戏秀(Game Show)例如"两万美金金字塔"(The $20,000 Pyramid)中。他的干讽刺幽默引起了强尼·卡森(Johnny Carson)的今夜秀(The Tonight Show)的星探的注意，自1978年起，莱特曼成了该节目的固定嘉宾。
莱特曼被给予了一个机会在NBC做自己的晨间秀《大卫·莱特曼秀》(The David Letterman Show)，这个节目是个关键的成功，获得了两座格莱美奖杯和五次提名，最终却因为收视率不佳而于1980年夏天经过短暂的播出后被取消。但是NBC保留了和莱特曼的和约，1982年，他的"深夜"(Late Night with David Letterman)登场了。
莱特曼的周间深夜节目因其机智和不可预测性很快就紧随"今夜秀"迅速建立声誉并有了一大批追随者。此节目明显不同于其他软性谈话类竞赛节目，作为采访者莱特曼经常充满讽刺和对立论调，因为这点许多名流曾明确表示他们很害怕出现在他的节目中。莱特曼的好争论的名声是从他与诸如Cher, Madonna 和 Shirley MacLaine等舌战时建立起来的。

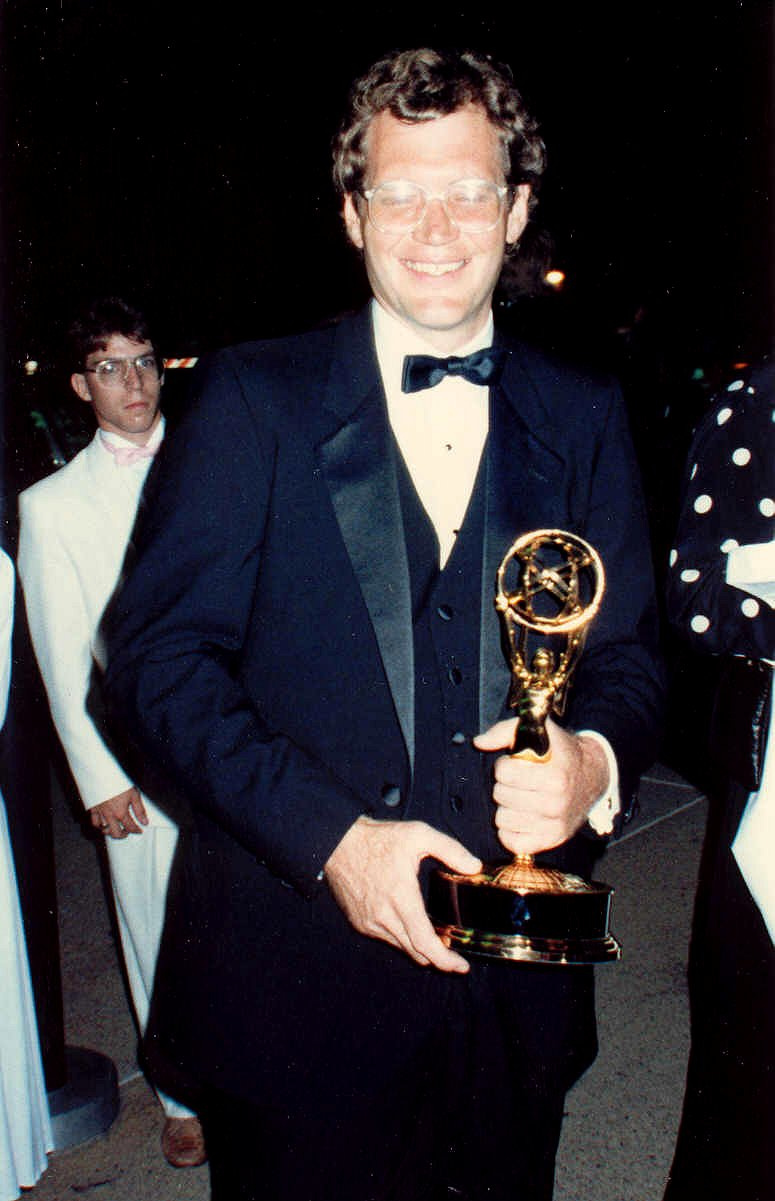
1987年，大卫·莱特曼獲頒艾美奖。

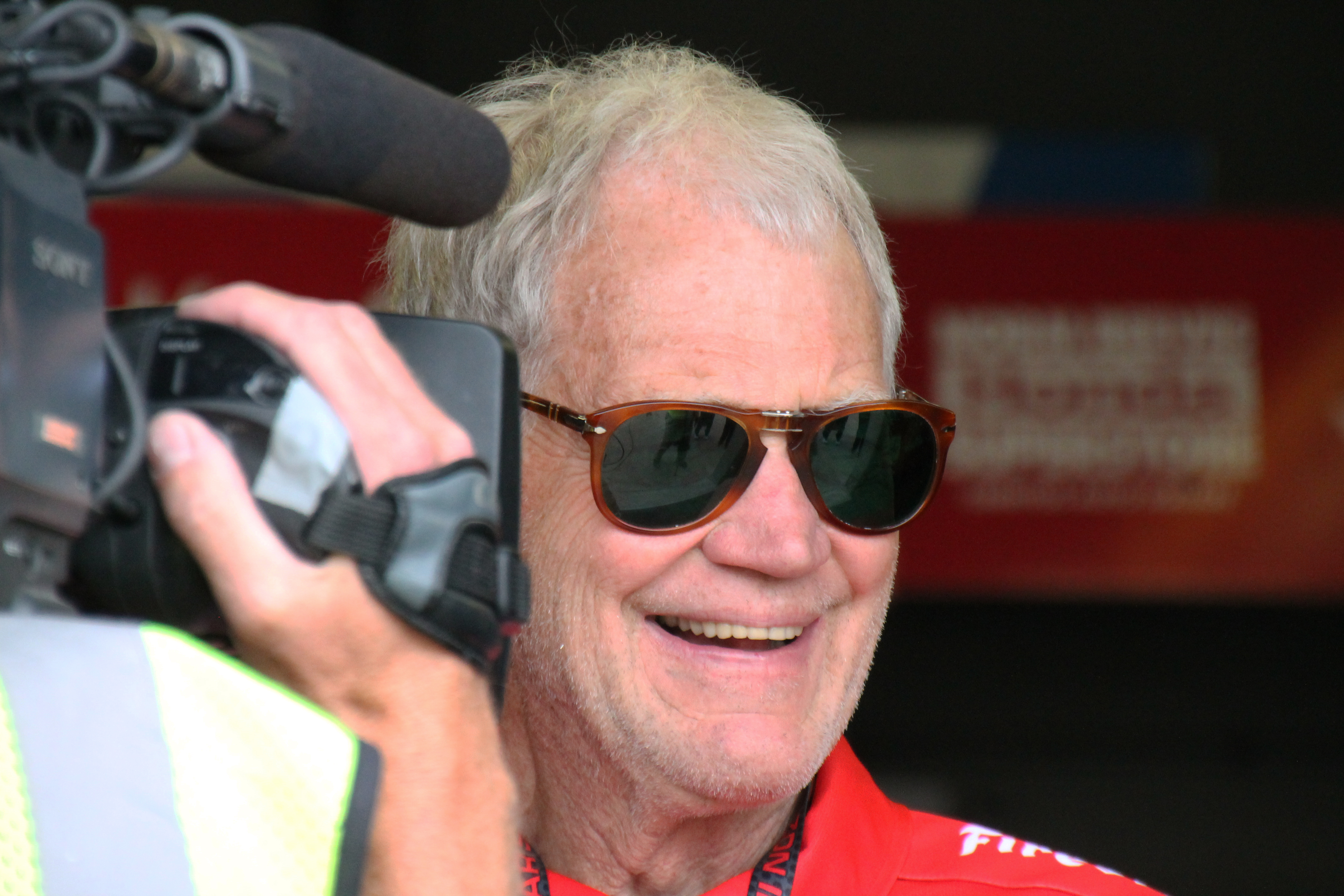
2015年

他的节目通常具有狡谲的、风格化的讽刺的固有特征，例如"Stupid Pet Tricks", "the Top 10 List"和每周五幽默的"Viewer Mail"环节。其他令人难忘的时刻包括莱特曼拿着一个扩音器在"今日秀"(The Today Show)正在现场直播一次采访时打岔；宣布他没有穿任何裤子；溜到当地电视台打断新闻广播及喜剧演员Andy Kaufman和幽默作家Harvey Pekar的无厘头出场等。在一次高调宣传的露面时，Kaufman被职业摔跤手Jerry Lawler连推带怂地按到了地上(Lawler和Kaufman的朋友Bob Zmuda事后透露是事先安排好的)。莱特曼也会把曼哈顿作为他的NBC工作室，经常把喜剧小段的舞台搭在街上或者剧场周围的小商铺上。
莱特曼在NBC旗下呆了11年，当强尼·卡森1992年5月宣布他将退休时，一场旷日持久多方参与的关于谁将取代这个长期的"今夜秀"主持人位置的战役爆发了。最后，NBC高层宣布卡森的的长期嘉宾主持杰伊·里诺(Jay Leno)接替卡森的位置。作为卡森的爱将曾经常性的对卡森的职业生涯起推动作用的莱特曼，据说非常痛苦失望和气愤没有被给予这个其声称被承诺了多年的位置。1993年，接受了卡森的建议，莱特曼转投CBS旗下主持一档新节目，"大衛深夜秀"(The Late Show with David Letterman)。1996年，HBO拍摄了一部基于Bill Carter的书的电视电影"深夜换"(The Late Shift)，详细介绍了莱特曼和里诺争夺"今夜秀"主持人位置的纠葛。
深夜秀在相同时段同里诺的"今夜秀"展开竞争。莱特曼得到了舆论和业界的赞赏；在他做深夜节目的最初20年里他的节目获得了67次艾美奖提名，并最终获奖12次。收视率一直比莱特曼高，如2003领先二百万(580万对380万)，甚至里诺在2009年5月离开主持节目时，仍然以520万对390万领先莱特曼。。但莱特曼在年度的哈里斯民意調查(Harris Poll)的"国民最喜爱电视人物"排名中持续领先里诺；如2003年莱特曼名列第三，仅次于奥普拉·温芙瑞(Oprah Winfrey)和雷·罗马诺(Ray Romano)，而里诺名列第九。
莱特曼开设了他自己的公司环球短裤公司(Worldwide Pants Incorporated)，出品他自己及其他人的节目，包括人人都爱雷蒙德(Everybody Loves Raymond)，克雷格深深夜秀(The Late Late Show with Craig Ferguson)和几个为Bonnie Hunt制作的叫好不叫座的短寿的电视短剧。
2000年1月，莱特曼经历了五次心脏导管手术。在他康复过程中，朋友们帮助他主持了深夜秀，包括Drew Barrymore, Ray Romano, 罗宾·威廉姆斯(Robin Williams), Bill Murray, Kathie Lee Gifford, Regis Philbin, Charles Grodin, 朱丽娅·罗伯茨(Julia Roberts), Bill Cosby, 布鲁斯·威利斯(Bruce Willis), Jerry Seinfeld等。在他2月21日回到节目时莱特曼带来了所有给他做手术的医生，包括医生O. Wayne Isom和内科大夫Louis J. Aronne等，二者后来经常露面。在这个情绪非比寻常的节目中，莱特曼对医生们感激得几近流泪。这个片段获得了艾美奖提名。
在2001年9月17日，莱特曼成了911恐怖袭击后第一个重返荧屏的美国主流喜剧演员，异常严肃和情绪化的莱特曼挣扎于残酷的现实和喜剧在后911时代所扮演的角色之间。
在2002年3月，因为莱特曼和CBS签约期满，ABC流露出意向欲把长期运行的新闻节目Koppe夜色(Nightline with Ted Koppel)的时段提供给他，以获取更高的收视率。这引起了微小的震动直到莱特曼续签了和CBS的和同并向Koppe公开道歉。
2003年3月下旬，莱特曼被诊断出带状疱疹。结果自心脏导管手术后又一次莱特曼满怀激情地请来了一众嘉宾包括演员布鲁斯·威利斯(Bruce Willis)，戏剧演员Bonnie Hunt，晨间秀主持Regis Philbin、摇滚艺人Elvis Costello、"人都爱雷蒙德"的Brad Garrett、喜剧演员Tom Arnold、Bill Cosby和Tom Green，以及其他著名的好莱坞演员。
2005年初，有消息指出退休的"今夜秀"之王强尼卡森一直关注着时事和深夜电视节目一直到去世。他也偶尔给莱特曼发些笑话用在他的独口中，援引CBS资深副总裁Peter Lassally(以前曾为他们两个的制作人)的话，"强尼被一脚踢开了。"Lassally也声称卡森一直相信莱特曼，而不是里诺可以做他的"正宗接班人"。莱特曼也经常用一些卡森的商标式板块，包括 "Carnac the Magnificent"(保罗沙佛作为Carnac)和"Stump the Band"。
2015年5月20日，《大卫·莱特曼晚间秀》播出最後一集，萊特曼退休。
2018年1月12日，Netflix原創節目《大卫·莱特曼：下一位來賓鼎鼎大名》開播，大卫·莱特曼正式復出。

## 他的嘉宾
援引自"深夜秀时事通讯"，下列喜剧演员最常出现在莱特曼的两个深夜脱口秀节目中：
- 乔治·米勒 (55次出场，加上四段"岀自吾室"(From My Room)录像片断)
- Richard Lewis (52次出场)
- 杰·雷诺 (40)

## 电视之外
1969年,莱特曼和他的大学情人米歇尔库克结婚了。他们于1977年离婚。
一度莱特曼曾与"深夜"的首席撰稿Merrill Markoe订婚，但最终分手。Markoe在开始写作生涯后搬到了加利福尼亚。
1985年，莱特曼在他的母校设立了莱特曼电信学奖学金，用以给电信学系的学生经济援助，基于其创造性，而不是高分数—很过分，学生必须打C或者比平均分低。莱特曼一直通过他的美国礼貌和培养基金会(American Foundation for Courtesy and Grooming)不断地给鲍尔(Ball State)和其他组织捐助。
1988年，玛格丽特·玛丽·雷在驾驶莱特曼的保时捷经过纽约林肯隧道时被捕。雷声称是莱特曼的妻子。其后几年雷因为侵害和其他罪名多次被捕。有一次, 在康涅狄格州新迦南警察发现她睡在莱特曼的私人网球场里。雷因为其数不清的侵害诉讼在监狱里度过了将近10个月并在一个州立精神病院呆了14个月。在1998年10月7日，雷在科罗拉多州卧轨自杀。
1996年，莱特曼成为公开赛车队Rahal及前印第安纳波利斯500冠军博比·拉豪(Bobby Rahal)的老板之一。车队于2004年5月改称拉豪·莱特曼赛车队。当月月末，车队队员Buddy Rice赢得了第安纳波利斯500的冠军。对于第安纳波利斯土生土长的莱特曼来说，这是一个令人兴奋的胜利，他还是孩子时就经常现场观看这个比赛。他经常像他的导师强尼卡森一样走出工作室，以私人方式对比赛做一些无关痛痒的追踪采访。
莱特曼和乐队领队保罗沙佛和舞台经理Biff Henderson在阿富汗和美军及联军一起度过了他们的2002年圣诞。他们三个也在2003和2004的圣诞节访问了伊拉克。
2003年9月12日，莱特曼宣布他的长期女友和前同事Regina Lasko已经怀孕6个月。他的儿子以大卫的已故父亲名字命名的哈里·约瑟夫·莱特曼(Harry Joseph Letterman)于2003年11月3日出生。
2005年3月，当地警察于蒙大纳州Choteau破获了一个声称绑架莱特曼儿子的计划。莱特曼在Choteau郊外有一处房产。